# 沙隅駅
沙隅駅（サウえき）は、大韓民国京畿道金浦市にある金浦都市鉄道の駅である。金浦市庁駅（キンポシチョンえき）という副駅名もある。

## 歴史
- 2019年 9月28日：開業[1]。

## 隣の駅
金浦ゴールドライン運営
金浦都市鉄道
傑浦北辺駅 - 沙隅駅 - 豊舞駅